# (16555) Nagaomasami
(16555) Nagaomasami est un astéroïde de la ceinture principale.

## Description
(16555) Nagaomasami est un astéroïde de la ceinture principale. Il fut découvert le 31 octobre 1991 à Kitami par Kin Endate et Kazuro Watanabe. Il présente une orbite caractérisée par un demi-grand axe de 2,58 UA, une excentricité de 0,16 et une inclinaison de 15,6° par rapport à l'écliptique.

## Compléments